# Ање Летести
Ање Летести (фр. Agnès Letestu; Сен Мор де Фосе, 1. фебруар 1971) је француска примабалерина, првакиња Балета париске опере.
Рођена је у близини Париза, 1971. године. Балет је почела да учи у свом месту, са 4 године. Наставници запажају њен таленат и препоручују јој да школовање настави при Париској опери. Полаже аудицију, и већ у 16. години бива примљена у ансамбл Балета Париске опере.

## Каријера
Прву солистичку улогу одиграла је 1988., наредне године побеђује на Евровизијском такмичењу балетских уметника, а 1990. на чувеном такмичењу у Варни. 1997. постаје примабалерина Париске опере, титулу добија након изузетно успешно одиграних улога Одете и Одилије у балету Лабудово језеро. Београдска публика видела ју је 1991. године, као младу наду и победницу балетског такмичења, и 2005. у оквиру Београдског фестивала игре.
Гостовала је на свим значајнијим балетским сценама света.